# Sada Goray
Sada Angélica Goray Chong (Trujillo, 3 de noviembre de 1978) es una empresaria peruana. Conocida en el terreno inmobiliario, generó controversia por estar implicada principalmente en actos de corrupción durante el gobierno de Pedro Castillo al tener influencia en el Fondo Mivivienda, propiedad del Ministerio de Vivienda, en el convenio de sus proyectos residenciales.

## Biografía
De origen chino, nació el 3 de noviembre de 1978 en Trujillo, departamento de La Libertad. Su abuelo era Teodoro Goray, que trabajó en una ferretería local. Su padre fue el empresario Mario Goray Itakura y su madre era Victoria Chong. Estudió en el Colegio Santa Rosa sus estudios primarios y en el Colegio La Inmaculada su secundaria. Cursó sus estudios universitarios en la Universidad Privada Antenor Orrego (UPAO) y se graduó como licenciada en Administración a los veinticuatro años. Se casó con Luis Mesones, de quien se separó tiempo después.
En 2003, empezó a incursionar en el negocio inmobiliario junto con Mesones. Uno de sus proyectos locales fue el complejo de viviendas del Golf de Trujillo. Fue dueña y gerente general de la empresa inmobiliaria Marka Group.
En 2017, realizó el proyecto Siembras del Valle, su primer proyecto con el Fondo Mivivienda, propiedad del Ministerio de Vivienda.
En agosto de 2021, constituyó una nueva organización bajo el nombre Marka Group en los Estados Unidos, posteriormente Aalto. En ese mes, conoció, en una reunión con Salatiel Marrufo, a Mauricio Fernandini, quien sería su socio. La reunión se realizó en casa de Fernandini. Una residencia en el distrito de Surco comprada con anterioridad sería usada para realizar reuniones entre Fernandini y cercanos al mandatario Pedro Castillo. Empezó a hacerse famosa tras la entrevista que le hizo Andrés Hurtado en septiembre de 2021 en la televisión abierta, donde la presentó como «su gran amiga».
A partir de la aprobación de fideicomisos del Fondo Mivivienda, formó residencias bajo los nombres Lima Bonita, Chiclayo Bonito y Piura Bonita, entre otros; algunos de ellos (Piura y Chiclayo) tuvieron que devolver el dinero de los propietarios posteriormente. También se encargó del proyecto Las Palmeras del Golf en Tarapoto. Tres de sus proyectos fueron aprobados por el mencionado fondo por un valor de 185 millones de soles, lo que permitió a Goray tener control en los convenios con el financiamiento del Estado. Uno de los directores de Mivivienda, Gonzalo Arrieta, reconoció posteriormente que la empresaria del rubro inmobiliario colaboró en el nombramiento de su puesto.
Goray se retiró del país en agosto de 2022. Mientras tanto, fue investigada por el Equipo Especial contra la Corrupción del Ministerio Público, donde se consideró como posible testigo en la supuesta organización criminal liderada por Pedro Castillo. Destinó supuestamente 5.4 millones de soles para la organización por medio del jefe del Ministerio de Vivienda, Salatiel Marrufo, según El Comercio. Luego de recopilar casi 200 elementos de convicción (pruebas) por la Fiscalía, muchos de ellos por coimas a funcionarios de Mivivienda, el 3 de agosto de 2023, le fue dictada prisión preventiva por 30 meses y llevada a un centro penitenciario en el Perú.
En 2024, Goray confesó en una carta que se sintió traicionada cuando colaboró con la exfiscal Patricia Benavides. En su carta acusó a la exfiscal, que lideró la investigación contra Pedro Castillo, de utilizarla con el propósito de «alcanzar su plan criminal».
En 2025, Goray fue demandada por la empresa inmobiliaria del Grupo Romero, Centenario, según informó este a la Superintendencia del Mercado de Valores. Se trató de una demanda judicial por una propiedad de 90 hectáreas en Chilca que la empresaria vendió con presuntas irregularidades a la multinacional.